# Hanaji, Sorab
Hanaji là một làng thuộc tehsil Sorab, huyện Shimoga, bang Karnataka, Ấn Độ.